# Quedius invreai
Quedius invreai är en skalbaggsart som beskrevs av Gridelli 1924. Quedius invreai ingår i släktet Quedius, och familjen kortvingar. Arten är reproducerande i Sverige.